# Camponotus tichomirovi
Camponotus tichomirovi é uma espécie de inseto do gênero Camponotus, pertencente à família Formicidae.